# Tamara Hoekwater
Tamara Hoekwater (Heerlen, 1 mei 1972) is een Nederlands zangeres en handelaar in thee en koffie. 

## Zangcarrière
Ze studeerde na een Middelbaar economisch en administratief onderwijs (MEAO) aan het conservatorium te Maastricht. Van 1992 tot 2002 zong ze bij de popband Volumia!.
Tijdens Volumia! zong zij met de Big-Band Swing Design. Na 2002 zong ze in The Jack Million Big-Band waar ze tevens het management van voerde. Hiermee toerde ze door Amerika waar ze onder andere op het bekende Glenn Miller-festival, Clarinda speelde en in New York met Gregg Walker (Santana) optrad. Bij de Limburgse televisiezender L1 presenteerde ze diverse programma's als Taxatie op Locatie en Tamara & Birgit. Ze heeft ook diverse muzikale projecten gedaan. In 2004 heeft ze samen met Frans Theunisz nog de compact disc 'Die Zomeravond'  uitgebracht.
Ze werkte mee aan diverse cd's en reclametunes van onder anderen Danny Wuyts (Notenclub) en Danny Rook. Sinds 2004 is zij bezig met haar jazzcarrière. Vanaf 2008 trad zij samen met Cees Hamelink op in de kern van het Bourgondisch Combo met onder anderen Jacques Schols, later omgevormd tot het Tamara Hoekwater Quartet. Ze trad(en) in binnen- en buitenland op met diverse artiesten. Op 3 oktober 2014 lanceerde het combo de Nederlandstalige jazz-cd Ik zei Ja in de Academische Club van de Universiteit van Amsterdam. Van 2015 tot 2022 trad ze geregeld op in Rusland met het Maynugin Quartet.

## Nieuw bestaan
In 2003 trad Tamara Hoekwater in dienst bij een koffie- en theehandelaar. Sinds 2015 was ze bedrijfsleider van de thee- en koffiespeciaalzaak Simon Lévelt aan de Jodenbreestraat in Amsterdam. In 2018 werd ze er eigenaar van binnen een franchiseconstructie. Ze heeft dan een opleiding van theesommelier achter de rug.